# Șagu

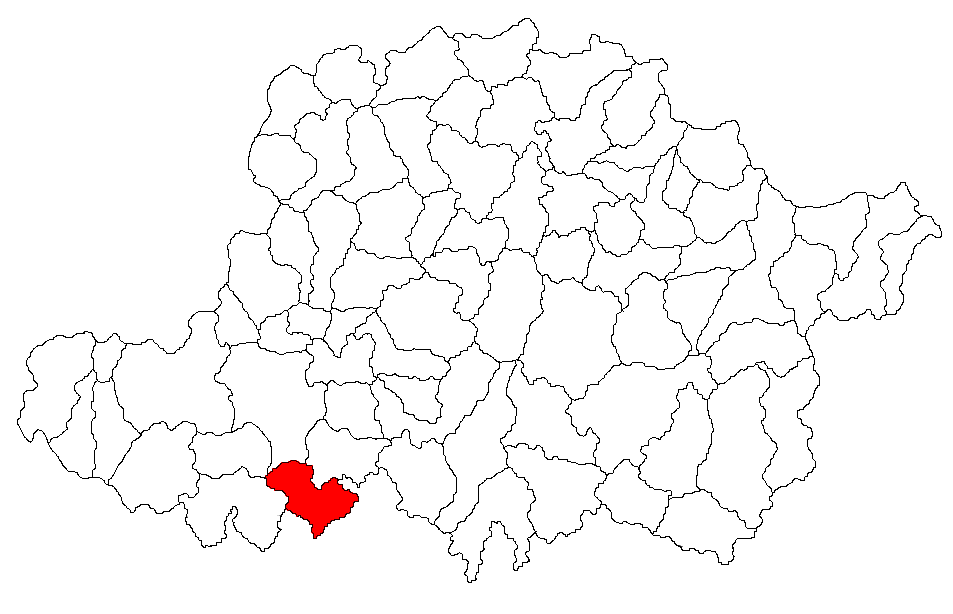
Die Lage der Gemeinde Șagu im Kreis Arad

Șagu (deutsch Segenthau, volkstümlich Dreispitz, ungarisch Németság) ist eine Gemeinde im rumänischen Kreis Arad. Zur Gemeinde Șagu gehören die Dörfer Cruceni, Firiteaz, Fiscut, Hunedoara Timișană und Șagu. Die Gemeinde liegt südlich der Marosch und ist somit der historischen Region Banat zuzuordnen.

## Lage
Șagu liegt im Südwesten des Kreises Arad, 14 Kilometer von der Kreishauptstadt Arad und 38 Kilometer von Timișoara entfernt. Die Gemeinde wird von der Europastraße 671 und der Nationalstraße DN 69 Timișoara–Arad durchquert. Der Bahnhof Șagu liegt an der Bahnstrecke Timișoara–Arad.

## Nachbarorte
| Zădăreni | Aradul Nou                                  | Fântânele |
| Mailat   | Kompassrose, die auf Nachbargemeinden zeigt | Zăbrani   |
| Vinga    | Seceani                                     | Firiteaz  |

## Etymologie
Erstmals wurde 1332 in den päpstlichen Zehentregistern eine Ortschaft unter dem Namen Mezesag und Mezeusag erwähnt. Auf der Müller-Karte (Comitat Csanadiensis) aus dem Jahre 1709 ist der Ort als Schak und auf der Landkarte des Grafen Claudius Florimund Mercy von 1723 bis 1725 als Prädium Saag eingezeichnet.
In den Kirchenmatrikeln ist „Seegentau“ (1771/72), „Segentau“ (1782), „Segenthau“ (1784), „Seegenthau“ (1829) und „Szegenthau“ (1830) vermerkt.
Für die Herkunft des Namens „Dreispitz“, wie der Ort im Volksmund genannt wird, gibt es mehrere Ableitungsmöglichkeiten, unter anderem von der Huttracht der Einwanderer, die dreieckige Hüte getragen haben sollen, oder von der Form des Hotters mit drei Ecken. Eine andere Überlieferung besagt, der Name sei auf das bei der Ansiedlung gebaute Wirtshaus, dessen Dachstuhl drei Spitzen hatte, zurückzuführen.
Die Ungarn nannten den Ort „Saag“ und nach der Ansiedlung mit Deutschen „Németság“.
Die Rumänen bezeichneten den Ort stets als Șagu. Seit den 1920er Jahren ist Șagu die offizielle Bezeichnung der Gemeinde.

## Geschichte
Die ersten Grundherren des Ortes waren 1489 Stefan Ethele, 1510 Peter Ravazdi und 1561 Johann Kassai. Die Ansiedlung von Segenthau mit ersten deutschen Siedlern fällt in die Zeit der Theresianischen Ansiedlungsperiode. Carl Samuel Neumann Edler von Buchholt siedelte 1770/71 die ersten deutschen Kolonisten in Segenthau an und ließ zunächst 77 Häuser bauen. Die 75 deutschen Familien, 320 Personen, kamen vorwiegend aus dem Elsass, Lothringen, Baden-Württemberg, Bayern und aus Vorderösterreich. Während der Regentschaft von Kaiser Joseph II. wurde Segenthau meistbietend versteigert. Die neuen Grundbesitzer waren 1781 die Barone Stefan Atzel und Ignaz Vörös. Für die Dorfbewohner bedeutete dies ein Rückfall in die Feudalherrschaft.
Die Grundherren Atzel-Szapary hinterließen in Segenthau ein Kastell inmitten einer Parkanlage mit altem Baumbestand. Das Kastell wurde 1918/19 von serbischen Militäreinheiten besetzt. 1924 wurde das Gebäude abgerissen und das frei gewordene Grundstück als Hausplätze ausgewiesen.
Nach dem Anschluss des Banats an Rumänien infolge des Vertrags von Trianon wurde die von der Regierung beschlossene „Agrarreform“ (1922–1925) durchgeführt. Infolgedessen wurde das Anwesen des Grafen Stefan Szapari enteignet und je zwei Joch an Kriegswaisen- und -invaliden sowie besitzlose Landarbeiter verteilt.

## Bevölkerungsentwicklung
| 1880 | 4837 | 1727 | 326 | 2746 | 38             |
| 1910 | 5157 | 1631 | 472 | 3045 | 9              |
| 1966 | 5070 | 3355 | 204 | 1506 | 5              |
| 1977 | 5095 | 3644 | 217 | 1093 | 141            |
| 1992 | 3858 | 3525 | 175 | 72   | 86             |
| 2002 | 3862 | 3689 | 110 | 36   | 27             |
| 2011 | 3776 | 3238 | 111 | 34   | 393            |
| 2021 | 3863 | 3194 | 63  | 18   | 588 (268 Roma) |

## Wirtschaft
Die Hauptbeschäftigung der Bewohner war der Ackerbau. Die Landwirtschaft war hauptsächlich auf den Getreideanbau ausgerichtet. Die Kleinbauern waren zum Teil Tabakpflanzer. Die Anbindung der Gemeinde an die Eisenbahnstrecke Timișoara–Arad im Jahre 1871 wirkte sich positiv auf die wirtschaftliche Entwicklung der Gemeinde und die beruflichen Möglichkeiten der Einwohner aus. So erlernten viele Segenthauer ein Handwerk und fanden Arbeit im nahen Neu-Arad und Arad.
Die Mühle von Segenthau wurde 1912 erbaut und 1932 erweitert und war über die Grenzen der Gemeinde hinaus bekannt. 1908 wurde in Segenthau eine der ersten Raiffeisengenossenschaften des Banats gegründet. Die Genossenschaft gründete eine Bank, eine Milchhalle und zwei Warengeschäfte.
Durch das Bodenreformgesetz von 1945 wurde der landwirtschaftliche Besitz enteignet und sämtliche landwirtschaftliche Maschinen beschlagnahmt.
Durch die Verstaatlichung des Privatbesitzes entstanden 1948 die ersten landwirtschaftlichen Staatsbetriebe (rumänisch Întreprinderea Agricolă de Stat, IAS). 1949/50 wurde die Landwirtschaftliche Produktionsgenossenschaft „Scânteia Șagu“ gegründet. Ab 1948 wurden auch die Handwerksbetriebe verstaatlicht, so dass der Großteil der Bewohner in den Fabriken in Arad und Temeswar arbeiten musste.

## Kirche
1771 wurde die katholische Pfarrei gegründet. Die Kirche ist ein vereinfachter Barockbau. Den Hauptaltar ziert ein Marienbild, die Seitenaltäre zeigen links den Heiligen Wendelin und rechts steht ein Herz-Jesu-Altar. Dank großzügiger Spenden konnte die Kirche in den Jahren 1929 und zuletzt 1995 gründlich renoviert werden.

## Schule
Zur Zeit der Ansiedlung wurde der Unterricht von einem Lehrer in deutscher Muttersprache in einem Bauernhaus abgehalten. Nachdem die Gemeinde drei Gebäude erbauen ließ, wirkten jahrzehntelang drei Lehrkräfte an der Schule.
Der Unterricht war bis zum Österreichisch-Ungarischen Ausgleich in deutscher Sprache, danach bis zum Ende des Ersten Weltkrieges in ungarischer Sprache. Auch blieb die Schule bis zum Jahre 1947 eine konfessionelle Gemeindeschule. Durch die Machtergreifung der Kommunisten wurde im Zuge der Schulreform von 1948 die Schule verstaatlicht, das gesamte Vermögen eingezogen und der Unterricht von der Kirche getrennt. Erhalten blieb die deutsche Grundschule als Abteilung der rumänischen Volksschule. Die Schüler der 5. bis 7. Klassen wurden hingegen in rumänische Klassen eingegliedert oder konnten die deutsche Schule in Engelsbrunn besuchen. Im Schuljahr 1965/66 wurde erneut eine 5. Klasse mit deutscher Muttersprache eingerichtet. Somit war der Grundstein für die Gründung des Unterrichts für die Klassen 1–8 in deutscher Sprache gelegt. In den Jahren 1964–1967 erfolgte ein Erweiterungsbau der Schule. Durch rückläufige Schülerzahlen begann im Schuljahr 1980/81 die allmähliche Auflösung des deutschen zweiten Zyklus. Die Grundschule (Klassen 1–4) blieb als Simultanunterricht bis 1991 bestehen.

## Persönlichkeiten
- Mathias Bernath (1920–2013), Historiker